# National Masters de Showbol
A National Masters de Showbol é um torneio de clubes de showbol da Inglaterra e da Escócia. Ela é organizada desde 2000.